# Microstylum validum
Microstylum validum är en tvåvingeart som beskrevs av Friedrich Hermann Loew 1858. Microstylum validum ingår i släktet Microstylum och familjen rovflugor. Inga underarter finns listade i Catalogue of Life.